# Armando Mango
Armando Mango é um advogado e político guineense antigo Ministro da Guiné Bissau.

## Biografia
Formou-se em Direito com especialização na área de Jurídico/Económica (Direitos das Empresas) pela Faculdade de Direito da Universidade de Coimbra. Advogado de Profissão e membro da Comissão Nacional de OHADA. Foi diretor das Alfândegas de Bissau e Coordenador de todas as Delegações Aduaneiras, entre 1997-1999. Bastonário da Ordem dos Advogados da Guiné-Bissau, entre 2004/2012. Mandatário Nacional do candidato independente às eleições presidenciais,  Henrique Pereira Rosa, em 2009. Mandatário Nacional do candidato independente às presidenciais, Eng. Nuno Gomes Nabian. Membro fundador da APU-PDGB e segundo vice-presidente do partido. Eleito deputado da Nação para a décima legislatura nas eleições legislativas de março de 2019. Foi Ministro da Presidência do Conselho de Ministros do Governo de Aristides Gomes.